# Jamie Baker
Jamie Baker (Glasgow, 5 augustus 1986) is een voormalige Britse tennisser. Hij heeft nog geen enkel groot toernooi gewonnen. Wel heeft hij al enkele keren deelgenomen aan Grand Slams. Ook heeft hij één challenger in het dubbelspel op zijn naam staan.

## Palmares

### Palmares dubbelspel
| Nr.                  | Datum      | Toernooi | Ondergrond | Partner    | Tegenstanders in finale        | Score    |
| -------------------- | ---------- | -------- | ---------- | ---------- | ------------------------------ | -------- |
| Gewonnen challengers |            |          |            |            |                                |          |
| 1.                   | 3 mei 2010 | Savannah | Gravel     | James Ward | Bobby Reynolds Fritz Wolmarans | 6-3, 6-4 |

## Prestatietabellen
| Legenda | Legenda                          |
| ------- | -------------------------------- |
| g.t.    | geen toernooi gehouden           |
| l.c.    | lagere categorie                 |
| –       | niet deelgenomen                 |
| G       | uitgeschakeld in de groepsfase   |
| 1R      | uitgeschakeld in de eerste ronde |
| 2R      | uitgeschakeld in de tweede ronde |
| 3R      | uitgeschakeld in de derde ronde  |
| 4R      | uitgeschakeld in de vierde ronde |
| KF      | uitgeschakeld in de kwartfinale  |
| HF      | uitgeschakeld in de halve finale |
| F       | de finale verloren               |
| W       | het toernooi gewonnen            |
| w-v     | winst/verlies-balans             |

### Prestatietabel (Grand Slam) enkelspel
In deze tabel worden enkele jaren overgeslagen, omdat deze tennisser in die jaren aan geen enkel toernooi van deze tabel meedeed.
| Grandslamtoernooien   |      |      |     |      |     |      |        |
| Australian Open       | –    | –    | 1R  | –    | –   | 1R   | 0-2    |
| Roland Garros         | –    | –    | –   | –    | –   | –    | 0-0    |
| Wimbledon             | 1R   | 1R   | 1R  | 1R   | 1R  | –    | 0-5    |
| US Open               | –    | –    | –   | –    | –   | –    | 0-0    |
| Winst-verlies         | 0–1  | 0–1  | 0-2 | 0-1  | 0-1 | 0-1  | 0-7    |
| ATP World Tour Finals |      |      |     |      |     |      |        |
| ATP World Tour Finals | –    | –    | –   | –    | –   | –    | 0-0    |
| Olympische Spelen     |      |      |     |      |     |      |        |
| Olympische Spelen     | g.t. | g.t. | –   | g.t. | –   | g.t. | 0-0    |
| Statistieken          |      |      |     |      |     |      |        |
| Totaal aantal titels  | 0    | 0    | 0   | 0    | 0   | 0    | 0      |
| Totaal winst-verlies  | 0-3  | 1-4  | 1-4 | 2-3  | 2-3 | 0-2  | 7-20   |
| Eindejaarsranking     | 322  | 227  | 360 | 369  | 248 | 515  | n.v.t. |

### Prestatietabel (Grand Slam) dubbelspel
In deze tabel worden enkele jaren overgeslagen, omdat deze tennisser in die jaren aan geen enkel toernooi van deze tabel meedeed.
| Grandslamtoernooien   |      |      |        |
| Australian Open       | –    | –    | 0-0    |
| Roland Garros         | –    | –    | 0-0    |
| Wimbledon             | 1R   | 1R   | 0-2    |
| US Open               | –    | –    | 0-0    |
| Winst-verlies         | 0–1  | 0–1  | 0-2    |
| ATP World Tour Finals |      |      |        |
| ATP World Tour Finals | –    | –    | 0-0    |
| Olympische Spelen     |      |      |        |
| Olympische Spelen     | g.t. | g.t. | 0-0    |
| Statistieken          |      |      |        |
| Totaal aantal titels  | 0    | 0    | 0      |
| Eindejaarsranking     | 503  | 1263 | n.v.t. |